# 高峰楽器製作所
株式会社高峰楽器製作所（たかみねがっきせいさくしょ、英: Takamine Gakki Co.,Ltd.）は、岐阜県中津川市に在る日本を代表するギターメーカーの一つ。全世界58か国40代理店を展開する。

## 社名の由来
社名の「高峰」は本社が置かれている岐阜県中津川市にある高峰山に由来したものであり、人名由来の社名ではない。なお、創業当時の社名は「大曽根楽器製作所」であった。

## 概要
1960年代から1970年代前半にかけては「エリート」（Elite ）、「ナッシュビル」（Nashville ）等のブランドを使用していたが、1979年（昭和54年）に独自の技術により日本で最初の本格的なエレクトリックアコースティックギターを発売して以降ブランド名を「タカミネ」（TAKAMINE ）に集約した。その硬質で、歯切れの良い音は、熱狂的な支持者を多く持つ。
また同社のエレクトリックアコースティックギターに使用されているピエゾピックアップには「パラセティッククリスタル」という圧電素子を使用した独自の物となっている。近年はプリアンプに真空管を使用したモデルも追加され、幅広い商品展開を見せている。現在はタカミネブランドの入門機種を中国で生産するなど、幅広い商品構成となっている。
1980年代には「TAK」のブランドでエレクトリック・ギターを販売していたが、現在では製造していない。

## 主な愛用者

### 日本国内のアーティスト
- AMEMIYA
- アルベルト城間
- 石川鷹彦
- 岩沢二弓（ブレッド&バター）
- 岡崎倫典
- 押尾コータロー
- 大滝詠一
- 伊藤一朗（Every Little Thing）
- 小野正利
- かとうれいこ
- 嘉門達夫
- 川本真琴
- 北川悠仁（ゆず）
- 大原櫻子
- 木根尚登
- 橘高文彦（筋肉少女帯　X.Y.Z.→A)
- クロード・チアリ
- 黒沢健一
- 桑名正博
- 小渕健太郎（コブクロ）
- 榊いずみ
- さだまさし
- 佐田玲子
- 佐野元春
- TAKURO（GLAY）
- 堂島孝平
- 徳岡慶也（DEPAPEPE）
- Toshl（X JAPAN）
- 中川イサト
- 長渕剛
- 根本要（スターダストレビュー）
- 浜崎貴司
- 浜田省吾
- HISASHI（GLAY）
- 福山雅治
- 前田亘輝（TUBE）
- 松山千春
- 南こうせつ
- 三浦拓也（DEPAPEPE）
- 湯川潮音
- 湯川トーベン
- 吉川忠英
- 吉田次郎
- ルーク篁（CANTA 聖飢魔II)
- 嘉門タツオ

### 海外のアーティスト
- ボン・ジョヴィ
- ブルーノ・マーズ
- ヴァンパイア・ウィークエンド
- ガース・ブルックス
- ブレイク・シェルトン
- トビー・キース
- グレン・フライ（イーグルス）
- グレン・ハンサード（ザ・フレイムス）
- チェスター・ベニントン（リンキンパーク）
- ゲイリー・ムーア
- ジプシーキングス
- ジャクソン・ブラウン
- ジョー・ウォルシュ（イーグルス）
- ジョン・ボン・ジョヴィ（ボン・ジョヴィ）
- ダリル・ホール&ジョン・オーツ
- デヴィッド・ボウイ
- ドン・フェルダー
- ノエル・ギャラガー
- ブルース・スプリングスティーン
- リック・アストリー
- レイ・パーカー・ジュニア
- デヴィッド・リンドレー
- ケニー・チェズニー
- ジョン・ジョーゲンソン
- スティーブ・ウォリナー

他多数